# Führerhauptquartier Wolfsschlucht 2

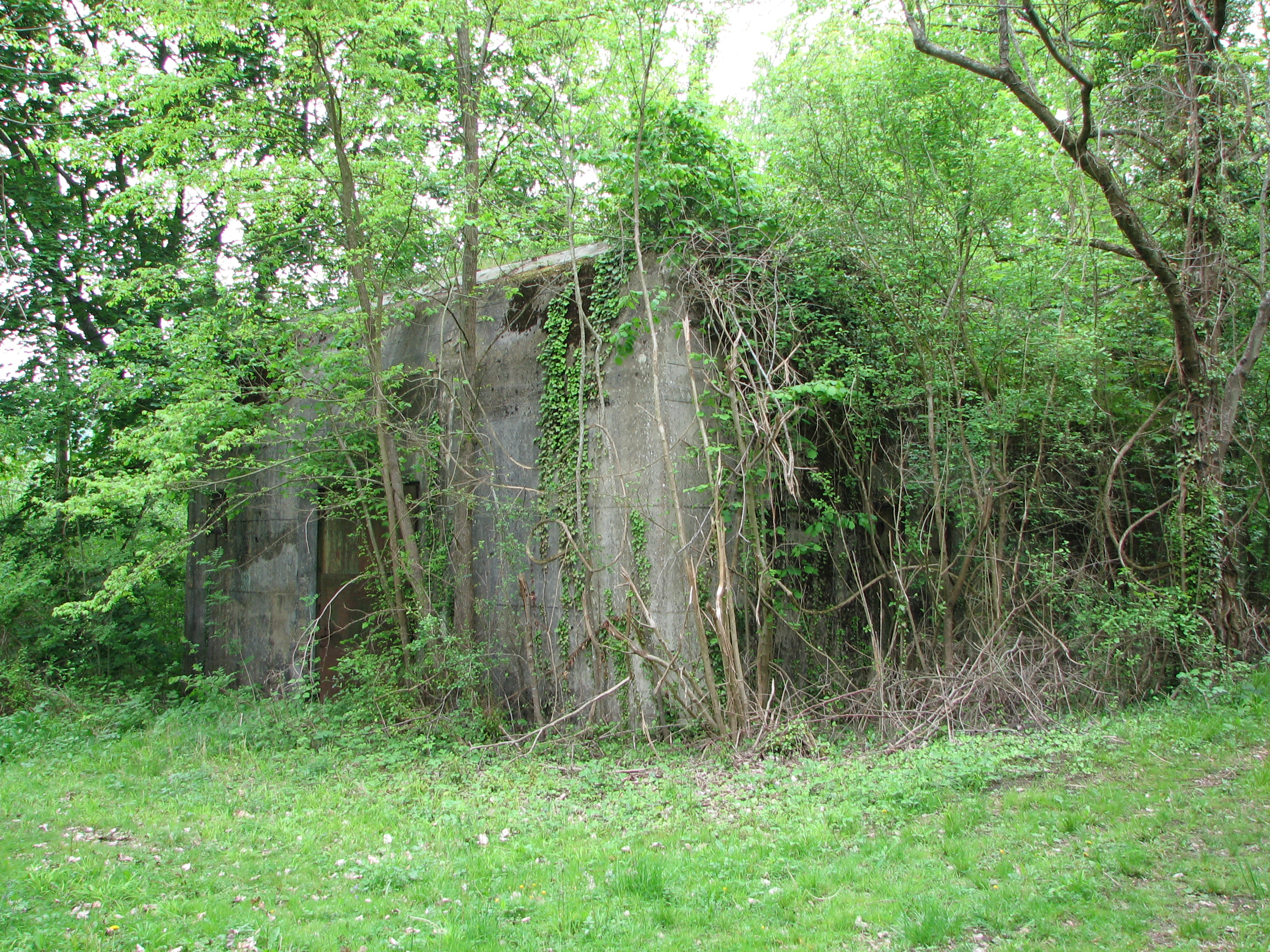
Wolfsschlucht 2

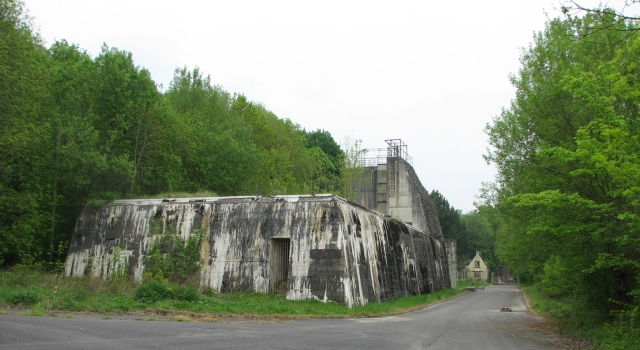
Wolfsschlucht 2

Lage des FHQ Wolfsschlucht 2 in Europa

Wolfsschlucht 2 war ein Führerhauptquartier in Margival, zehn Kilometer nördlich von Soissons, in der Picardie, Nordfrankreich. Dies ist eines von insgesamt 18 Führerhauptquartieren, die während des Zweiten Weltkrieges, teilweise unvollendet, errichtet wurden.
In der Nähe befindet sich ein Eisenbahntunnel. Geplant für das Unternehmen Seelöwe, begann der Bau tatsächlich erst 1942. Hitler hielt sich hier nur zwei Tage auf: am 16. und 17. Juni 1944, um mit Rommel und von Rundstedt die Lage an der Front nach der Landung der Alliierten in der Normandie zu erörtern.
Das Gelände dient seit dem Krieg als Militärbasis für die französische Armee und die NATO.